# خليل بن هارون الصنهاجي
أبو الخير خليل بن هارون بن مهدي الصنهاجي (1365 - 14 أغسطس 1423) (766 - 8 رمضان 826) فقيه مالكي وصوفي مغاربي من أهل القرن الرابع عشر الميلادي/ الثامن الهجري. ولد ونشأ وتعلم في بلاد المغرب الأوسط. ثم ذهب إلى المشرق وتعلم في مدنها كالمدينة ومكة والقاهرة والإسكندرية والقدس. سكن المدينة وتوفي بها ودفن في البقيع. له عدة مؤلفات، منها «أشرف مسموع في تحقيق أبحاث الموضوع» و«الأحاديث القدسيات» و«تذكرة الإعداد لهول يوم المعاد»، وهو في الأذكار والدعوات.

## سيرته
هو خليل بن هارون بن مهدي بن عيسى، أبو الخير الصنهاجي الجزائري. ولد سنة 766 هـ/ 1365 م. اشتغل في بلاد المغرب الأوسط بالعلوم العربية وغيرها،‌ ولقي جماعة من العلماء والصوفية وحفظ عنهم. ثم ذهب إلى الحجاز، وسكن بمكة نحو عشرين سنة، وتزوج زينب ابنة اليافي. وقرأ فيها كثيرًا على ابن صديق والزين المراغي والقاضي النويري وعبد الرحمن الفاسي وأبي اليمن الطبري وغيرهم. وبالمدينة على إبراهيم بن فرحون وسليمان السقا وغيرهما، وفي القدس على أبي الخير بن العلائي ومحمد القرمي وعلي بن أحمد البعلي وإبراهيم ومحمد إبني إسماعيل القلقشندي، وبالقاهرة عن سراج الدين البلقيني وبالإسكندرية على عبد الله بن أبي بكر الدماميني ومحمد بن يوسف بن أحمد السلار. وبتونس قرأ على أبي عبد الله بن عرفة وأجازه له علماء كثيرون.

قال عنه ابن حجر «اشتغل بالعلم وقرأ الحديث. لقيته بمكة قديمًا وسمعت من فوائده.» وذكره السخاوي في ضوء اللامع وقال «اشتغل ببلاد الغرب بالعربية وغيرها، ولقي هناك جمعاً من العلماء والصلحاء فحفظ عنهم وعمن لقيه بالديار المصرية والشامية والحجازية أخباراً حسنة من حكايات الصالحين، وانقطع بمكة نحو عشرين سنة وتزوج بها زينب ابنة اليافعي...وذكره شيخنا في معجمه باختصار جداً فقال اشتغل بالعلم وقرأ الحديث لقيته بمكة قديماً وسمعت من فوائده انتهى. وأغفله الفاسي من تاريخ مكة وبيض له المقريزي في عقوده فاستدركه ابن فهد على أولهما..»

توفي بالمدينة المنورة في ثامن رمضان 826/ 14 أغسطس 1423 عن عمر 60 عامًا ودفن بالبقيع.

## مؤلفاته
- «أشرف مسموع في تحقيق أبحاث الموضوع»
- «الأحاديث القدسيات»
- «تذكرة الإعداد لهول يوم المعاد»، وهو في الأذكار والدعوات، قال عنه السخاوي «وهو كاتب جليل حسن كثير الفوائد»، واختصره وأخذ عنه ابن فهد وخرّج له الحافظ بن موسى المراكشي فهرسًا لبعض مسموعاته لم يكمل.